# Southern Pacific

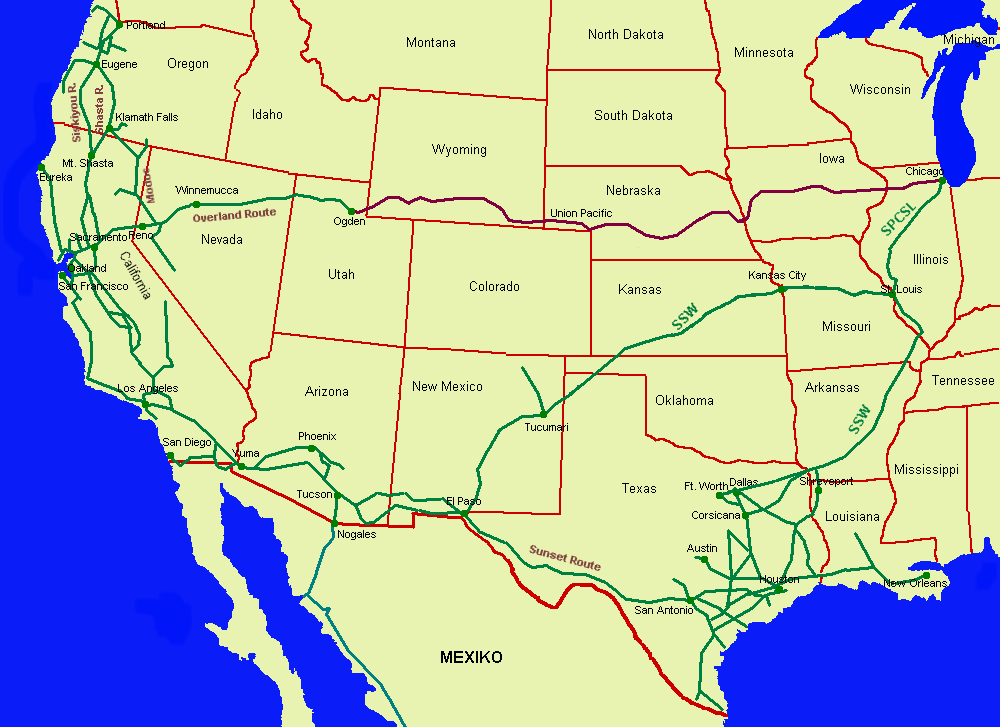
Mapa de les línies de la Southern Pacific

El ferrocarril Southern Pacific ("SP") va ser un ferrocarril dels Estats Units. El ferrocarril va ser fundat com una companyia de terres el 1865, formant part de l'imperi del ferrocarril "Central Pacific". Amb el temps, les milles totals que cobria el sistema ferroviari de la Southern Pacific han canviat significativament a través dels anys. El 1929 el sistema comptava amb 13.848 milles de vies fèrries (en contrast amb les 8,991 milles de vies fèrries el 1994). En el 1900, el Southern Pacific s'havia convertit en un gran sistema ferroviari que incorporava a companyies més petites, com la "Texas and New Orleans Railroad", "Morgan's Louisiana and Texas Railroad" o "Saint Louis and Southwestern" més coneguda com a "Cotton Belt".
El 9 d'agost de 1988, la Comissió Interestatal de Comerç (ICC) va aprovar la compra del Southern Pacific per Rio Grande Industries, la companyia que controlava el Denver i Rio Grande Western Railroad. El ferrocarril Rio Grande va assumir oficialment el comandament del Southern Pacific el 13 d'octubre de 1988.
Després de la compra, el ferrocarril va conservar el nom de Southern Pacífic a causa del reconeixement de la marca en la indústria del ferrocarril. A causa de diversos anys de problemes financers, el Southern Pacific fou comprat pel Union Pacific Railroad el 1996, prenent possessió del ferrocarril l'11 de setembre del mateix any.